# Foreign Beggars
Foreign Beggars est un groupe de grime britannique, originaire de Londres, en Angleterre. Il est composé du rappeur Orifice Vulgatron et du DJ Nonames. Un autre rappeur, Metropolis, faisait aussi partie du groupe jusqu'au 19 avril 2020, avant qu'il ne décède.

## Biographie

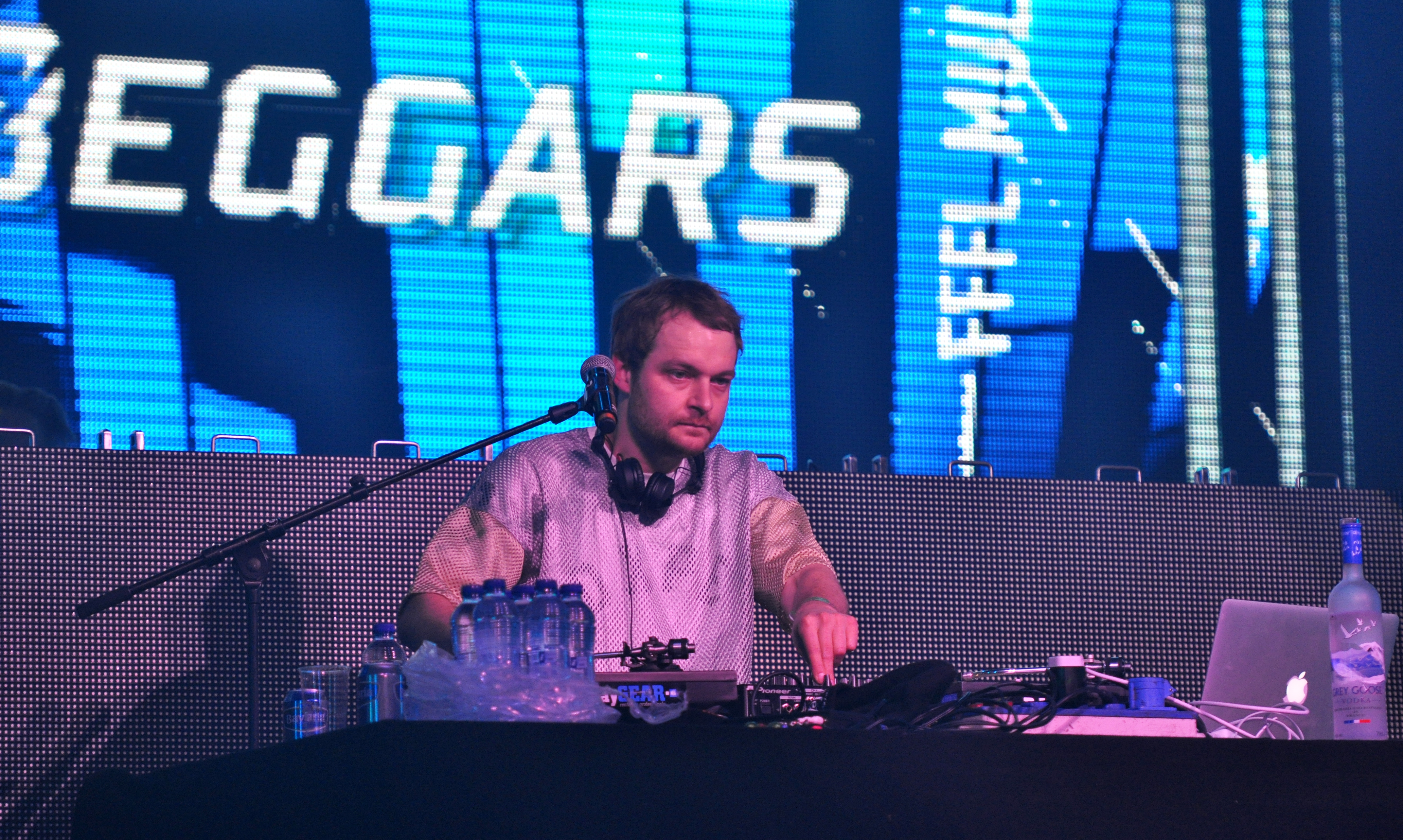
DJ Nonames, Paaspop 2014.

Le 27 novembre 2003, le groupe publie leur premier album 'Asylum Speakers. Il fait participer Kashmere, Graziella, Dr. Syntax, Anik, Tommy Evans, MRX, Carnage, Grim, Finsta, DVS, Skinnyman, Wayne Wonda, Tau Rai, Lena, Farma G, Chester P, Task Force, Shlomo, Ed Skrein, Pye, Nassa, Super Novar et Highbreed. Deux vidéos de chansons sont issues de l'album, Hold On (featuring Skinnyman & DVS) et  
Frosted Perspeks (featuring Lena). Ils publient ensuite une mixtape controversée intitulée Bukkake Ski Trip. Elle contient des morceaux inédits, des bootlegs, collaborations et remixes, mixés par DJ Nonames. Elle fait participer Wildchild (Lootpack), Dr. Syntax, Skrein, Dark Circle, Kashmere the Iguna Man, DJ Square One, Dubbleedge, Supar Novar (Kemet), Big Ben, DJ Sparo (Scenario), Vex'd (Planet Mu), Soundkillaz, et Ravi Shakti (Solenca). 

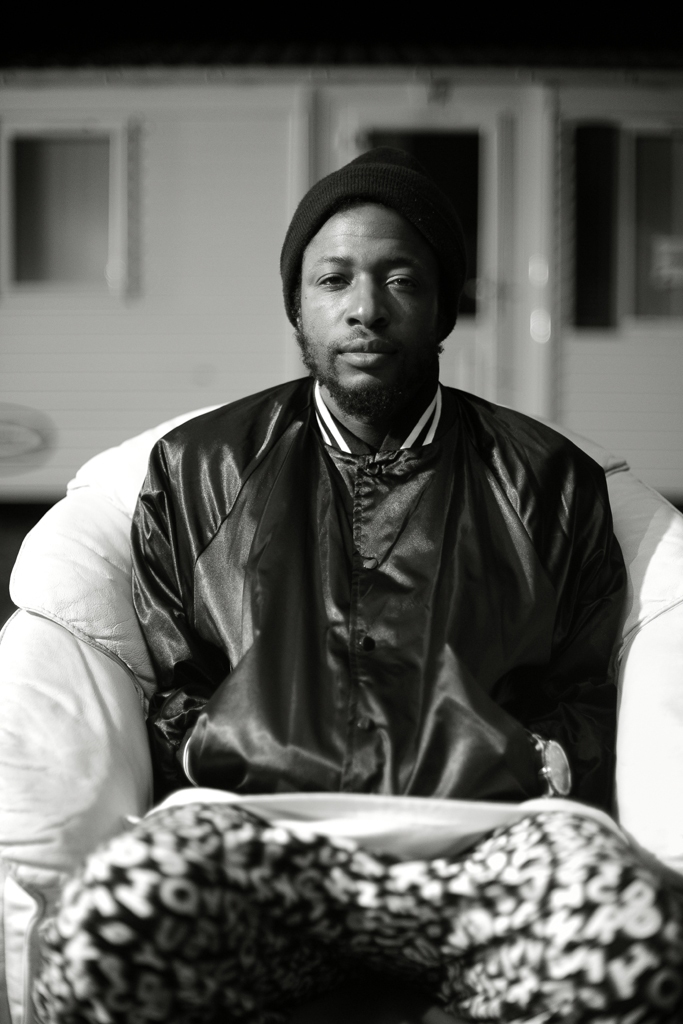
Metropolis - Foreign Beggars. 2013.

Foreign Beggars publie son deuxième album studio, Stray Point Agenda, le 3 mai 2006. Il est produit par Oh No (Stones Throw Records) et l'artiste DJ Vadim de Ninja Tune. Avant la publication de l'album, les singles Let Go (featuring Wildchild) avec ses faces B Million Skill March (featuring Wildchild, Dr. Syntax & DJ IQ) et Crying Shame (featuring Dr. Syntax), et Slow Broiled Ilk (featuring Oh No) avec les faces B Backdraft et Hot Plate (featuring Dubbledge) sont publiés pour la promotion de l'album.
Ils collaborent avec les rappeurs français Grems et Disiz pour le titre Hit that Gash. En octobre 2009, le groupe publie son troisième album United Colours of Beggattron, produit par Noisia et Ghosttown. Leur quatrième album, The Uprising, est publié le 1er octobre 2012 chez mau5trap.
Le 2 septembre 2013 sort l'album éponyme d'I Am Legion, supergroupe qu'ils forment avec Noisia.
Le 9 mai 2019, le groupe annonce sa séparation via un post Facebook. Ils annoncent que leur dernier titre à trois sortira au courant de l’année et que leur dernier show aura lieu le 31 décembre 2019.

## Discographie

### EP et maxis
- 2002 : Where Did The Sun Go / Pisstake Pictures
- 2003 : Seasons Beatings
- 2004 : Hold On / Frosted Perspeks
- 2004 : Let Go
- 2005 : Crypt Drawl
- 2007 : In It For A Minute / Black Hole Prophecies
- 2007 : Hold On Remix / System 32
- 2009 : Seven Figure Swagger/Don't Dhoow It
- 2009 : Who's The Fool
- 2009 : Contact (Noisia Drum & Bass Remix) / Contact (Dirty Mix)
- 2009 : Contact
- 2010 : No Holds Barred / Get A Bit More (Remixes)
- 2011 : The Harder They Fall

### Singles
- Anywhere ft D.Ablo (2012) publié le 24 août 2012
- Hit That G@sh (2008)
- Slow Broiled Ilk (2006)